# Joseph Howard
Joseph Howard (La Valletta, 4 dicembre 1862 – La Valletta, 20 maggio 1925) è stato un politico maltese, primo Primo ministro di Malta nel periodo coloniale dal 26 ottobre 1921 al 13 ottobre 1923.

## Biografia
Howard studiò al Lyceum maltese e all'estero, prestando servizio anche presso l'Accademia militare francese. Al suo ritorno a Malta, fece  carriera negli affari nel settore del tabacco, fino a diventare direttore delle Cousis Cigarettes. Dal 1914 al 1925 fu console del Giappone a Malta e presidente della Camera di commercio. Ha anche presieduto la Società dell'Arte, Manifattura e Commercio e la Società Filarmonica La Valette.
Nel 1912 il Comitato Patriottico Maltese lo nominò membro del Consiglio di governo. Ha presieduto il comitato governativo per l'emigrazione e nel 1919 ha guidato la delegazione che ha discusso dell'occupazione degli emigranti maltesi con le autorità francesi.
Alle elezioni del 1921 Howard si unì all'Unione Politica Maltese (Unjoni Politika Maltija, UPM)  di mons. Ignazio Panzavecchia e fu eletto senatore nel primo parlamento maltese. Con 14 seggi, l'UPM emerse come primo partito, ma senza una maggioranza. Il governatore britannico Lord Plumer gli offrù la premiership, poiché Panzavecchia in quanto religioso non poteva accettarla. Howard guidò il primo governo autonomo maltese dal 1921 al 1923 con il sostegno del Partito Laburista, che aveva 7 seggi.
Secondo Rudolf, la nomina di Howard era considerata inusuale, poiché egli aveva opinioni personali più vicine a quelle del Partito Costituzionale all'opposizione, anch'esso con 7 seggi.
Come primo atto di governo, Howard proclamò il cattolicesimo come religione ufficiale del paese (Religion of Malta Declaration Act).
La sua capacità politica era legata alla sua esperienza amministrativa e al suo senso di tolleranza, essendo visto come un vero gentiluomo. Howard fu anche nominato ufficiale dell'Impero britannico (OBE). Morì a 63 anni nel 1925.
Durante il suo mandato di premier, Joseph Muscat ha reso annualmente omaggio a Howard nel giorno della sua nascita dal 2015 al 2018.
Le aree verdi che separano Mdina da Rabat sono dette Howard Gardens.